# Platythelphusa immaculata
Platythelphusa immaculata là một loài cua nước ngọt trong họ Potamonautidae.
Chúng thường được tìm thấy ở Tanzania.